# 岩手県立遠野高等学校
岩手県立遠野高等学校（いわてけんりつとおのこうとうがっこう、英称：Iwate Prefectural Tono High School）は、岩手県遠野市に所在する公立の高等学校。略称は遠高（）。

## 設置学科
- 全日制課程
  - 普通科

## 概要

### 歴史
1901年（明治34年）に「岩手県立遠野中学校」として開校した旧制中学校を前身とする。1948年（昭和23年）の学制改革の際に新制高等学校「岩手県立遠野第一高等学校」（男子校）となり、翌1949年（昭和24年）に高等女学校を前身とする「岩手県立遠野第二高等学校」（女子校）と統合され、現校名の「岩手県立遠野高等学校」となり、男女共学を開始した。2011年（平成23年）に創立110周年を迎えた。

### 校訓
- 修徳尚武（徳を修め、武を尊び、心身ともに豊かになること）

### 校是
- 師弟一如（先生と生徒が一つになって、真理を探究し校訓を実践すること）

## 沿革
本校は、1901年（明治34年）5月1日に授業が開始された男子校「岩手県立遠野中学校」をもって始まりとし、1908年（明治41年）に設置された女子校「遠野町立女子職業補習学校」を統合し、1949年（昭和24年）4月1日に現在の校名である「岩手県立遠野高等学校」となっている。本校の歴史をたどる際には、前者を「旧中学校」、後者を「旧女学校」と呼称している。
旧中学校と旧女学校を母体として歴史を刻んできた本校にとって、1958年（昭和33年）は大きな変動期であった。定時制が閉鎖され、全日制に農業科が設置された。農業科は1964年（昭和39年）に「岩手県立遠野農業高等学校」として独立する。また、その前年には商業科が設置されている。商業科は1990年（平成2年）に募集停止となり、本校は全日制普通科のみの高校となった。1991年（平成3年）、宮守分校は「岩手県立遠野高等学校情報ビジネス校」となる。
1997年（平成9年）、新校舎のほかにセミナーハウス改築、プール改修等の整備を行い、2001年（平成13年）10月13日に創立100周年記念式典を挙行した。また、2007年（平成19年）3月15日に、新第一体育館が竣工した。2010年（平成22年）3月に「情報ビジネス校」が閉校し、本校と統合。2010年（平成22年）度から全日制普通科4クラスの募集となり、現在に至っている。

## 部活動

### 運動部
- サッカー
  - 全国高等学校サッカー選手権大会 出場30回（準優勝：第39回大会、ベスト4：第47回大会、第84回大会）
- 硬式野球
  - 第18回全国中等学校優勝野球大会 出場
  - 第30回選抜高等学校野球大会 出場
    - 1998年、第80回全国高等学校野球選手権大会岩手県予選に参加した際、部員54人のうち19人が菊池姓で、スターティングメンバー9人中7人が菊池姓だったことから[1]、当時スポーツ報知に「菊池7人夏物語」という記事で紹介されたことがあった[2]。
- 剣道
- 陸上競技
- バスケットボール
- 弓道
- バレーボール
- ソフトテニス
- バドミントン
- ソフトボール

### 文化部
- 吹奏楽
- 美術
- 邦楽
- 書道
- 音楽
- 茶道
- 商業

## 著名な出身者

### サッカー
- 五十嵐和也 - サッカー選手
- 岩渕弘幹 - サッカー選手
- 及川浩二 - サッカー選手
- 奥友敏朗 - サッカー選手
- 菊池新吉 - サッカー選手
- 菊池利三 - サッカー選手
- 菊池直喜 - サッカー選手
- 菊池洋二 - サッカー選手
- 古前田充 - サッカー選手
- 照井篤 - サッカー選手
- 藤嶋洸 - サッカー選手
- 岩渕弘人 - サッカー選手

### フットサル
- 浅利真 - フットサル選手
- 倉沢飛輝 - フットサル選手
- 千葉裕也 - フットサル選手

### 野球
- 石原繁三 - プロ野球選手
- 立花照人 - プロ野球選手

### 学術
- 板沢武雄 - 東京帝国大学、法政大学教授
- 菊池勇夫 - 九州大学名誉教授
- 菊池弥生 - 博物館学者
- 岸田袈裟 - 栄養学者

### その他
- 小野寺信 - 陸軍少将。戦後は翻訳家
- 林崎千明 - 海上自衛官、第20代海上幕僚長
- 本田敏秋 - 元岩手県遠野市長
- 菊池幸見 - IBC岩手放送アナウンサー
- 船越由佳 - 女性シンガーソングライター
- 多田一彦 - 岩手県遠野市長

## アクセス
- JR釜石線遠野駅より岩手県交通遠野営業所行に乗車し、｢六日町｣バス停下車。徒歩3分。